# Gładowszczyzna
Gładowszczyzna [ɡwadɔfʂˈt͡ʂɨzna] est un village polonais de la gmina de Kuźnica dans le powiat de Sokółka et dans la voïvodie de Podlachie. Il se situe à environ 2 kilomètres à l'ouest de Kuźnica, à 15 kilomètres au nord-est de Sokółka et à 53 kilomètres au nord-est de Białystok. 